# Klassereünie
Klassereünie is een hoorspel naar de novelle Réunion (1971) van Fred Uhlman. Tuuk Buijtenhuijs zorgde voor de bewerking en de VARA zond het hoorspel uit op donderdag 24 juni 1982. De regisseur was Ad Löbler. De uitzending duurde 76 minuten.

## Rolbezetting
- Wim Kouwenhoven (Hans Schwarz, de verteller)
- Kees Broos (Konradin von Hohenfels)
- Jaap Maarleveld & Gerrie Mantel (vader & moeder Schwarz)
- Hans Veerman (de eerste leraar)
- Hans Karsenbarg (Tom Petzki)
- Olaf Wijnants (Bollacher)
- Joop van der Donk & Paul van Oort (verdere medewerkenden)

## Inhoud
Twee jongens uit heel verschillende milieus worden vrienden in het Stuttgart van 1933. Ze realiseren zich echter pas veel later hoe verschillend ze zijn, de ene als zoon van een welstellende joodse dokter en de andere als zoon van een Duitse aristocraat, maar na die zomer en de verkiezing van Hitler veranderen de omstandigheden wanneer het antisemitisme veld wint…